# Vassilis Photopoulos
Vassilis Photopoulos (în greacă Βασίλης Φωτόπουλος, n. 1934, Kalamata, Peloponez, Grecia de Vest și Insulele Ionice⁠(d), Grecia – d. 14 ianuarie 2007, Atena, Grecia) a fost un influent pictor, scenograf și regizor de film grec.
El a obținut un Premiu Oscar pentru realizarea decorurilor din filmul Zorba Grecul.

## Biografie
Vassilis Photopoulos s-a născut la Kalamata și a studiat pictura de la o vârstă fragedă cu maestrul Vangelis Drakos. Prima sa legătură cu teatrul a fost ca scenograf al spectacolului „La serva padrona” (Υπηρέτρια Κυρά), la Opera din Atena.
A lucrat, de asemenea, pentru Teatrul Național Grec, Teatrul Național al Greciei de Nord și Teatrul Liber.
În 1966 a lucrat cu Francis Ford Coppola în filmul You're a Big Boy Now, în care au jucat Geraldine Page, Rip Torn, Karen Black, Julie Harris și Elizabeth Hartman.
A murit la Atena în anul 2007, la vârsta de 72 de ani.